# L'home de palla
L'home de palla és un drama en dos actes, original d'Ignasi Iglésias, estrenat al Gran Teatre Espanyol del Paral·lel barceloní, la vetlla del 15 de novembre de 1912, a carrèc del Sindicat d'Autors Dramàtics Catalans.
L'acció passa a Barcelona, a l'època present de l'estrena (1912).

## Repartiment de l'estrena
- Lluísa, 50 anys: Dolors Pla.
- Cèlia, 22 anys: Elvira Fremont.
- Elena, 18 anys: Emília Baró.
- Denís, 55 anys: Joaquim Viñas.
- Samuel, 23 anys: Rafael Bardem.
- Jaume Bertran, 30 anys: Carles Capdevila
- Pompeu Soler, 35 anys: Avel·lí Galceran